# Ади ибн Хатим
Ади ибн Хатим ( عدي ابن حاتم الطائي ) је био вођа арапског племена Тај и један од другова Мухамеда. Син је песника Хатима ел Таја  који је био познат по витештву и великодушности међу Арапима. Ади је остао непријатељски настројен према исламу око двадесет година све док није прешао на ислам из хришћанства  630. године (9. година хиџре). 
Ади је наследио поседе свог оца и потврдили су га на положају који су имали људи из племена Тај. Велики део његове снаге лежао је у томе што му је је морала бити дата четвртина било ког износа који су стекли као плен из упада који су вршени током експедиција. 
Ади се придружио исламској војсци у време халифа Ебу Бекра. Водио је ратове против побуњеника и био је заповедник исламске војске упућен да изврши инвазију на Ирак под командом Халида ибн ел Валида. Такође се борио на страни Али ибн Абија Талиба, у бици  камиле и бици код Сифина.